# 奧默巴赫河
50°48′54.79″N 6°17′31.90″E / 50.8152194°N 6.2921944°E

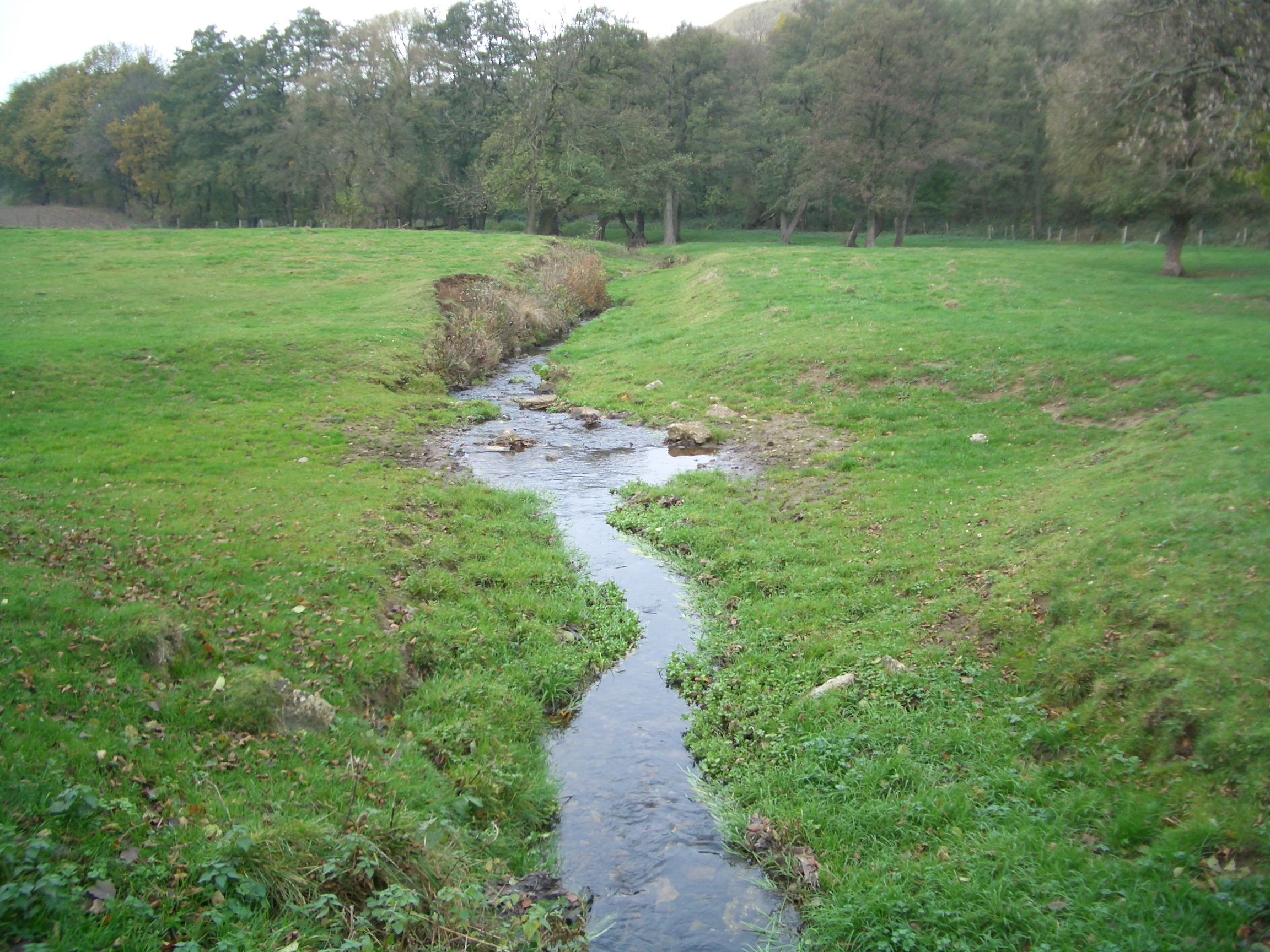

奧默巴赫河（德語：Omerbach），是德國的河流，位於該國西部，處於北萊茵-威斯特法倫州，屬於因德河的右支流，河道全長11.1公里，流域面積21.9平方公里。